# Lidija Jewgenjewna Kawina

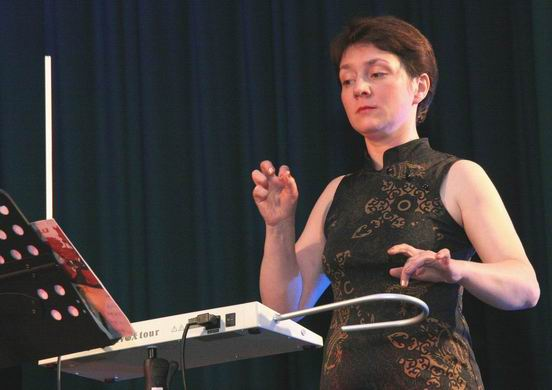
Lidija Kawina in Jekaterinburg, 2005

Lidija Jewgenjewna Kawina (russisch Лидия Евгеньевна Кавина, engl. Transkription Lydia Kavina; * 8. September 1967 in Moskau) ist eine russische Musikerin und Virtuosin auf dem Theremin, einem elektronischen Musikinstrument, das berührungslos gespielt wird.

## Leben
Lidija Kawina erhielt im Alter von neun Jahren Unterricht auf dem Theremin bei dessen Erfinder, dem damals 80-jährigen Leon Theremin. Sie studierte Komposition am Moskauer Konservatorium. Außerdem baute er ihr ein Terpsiton, das erhalten ist.

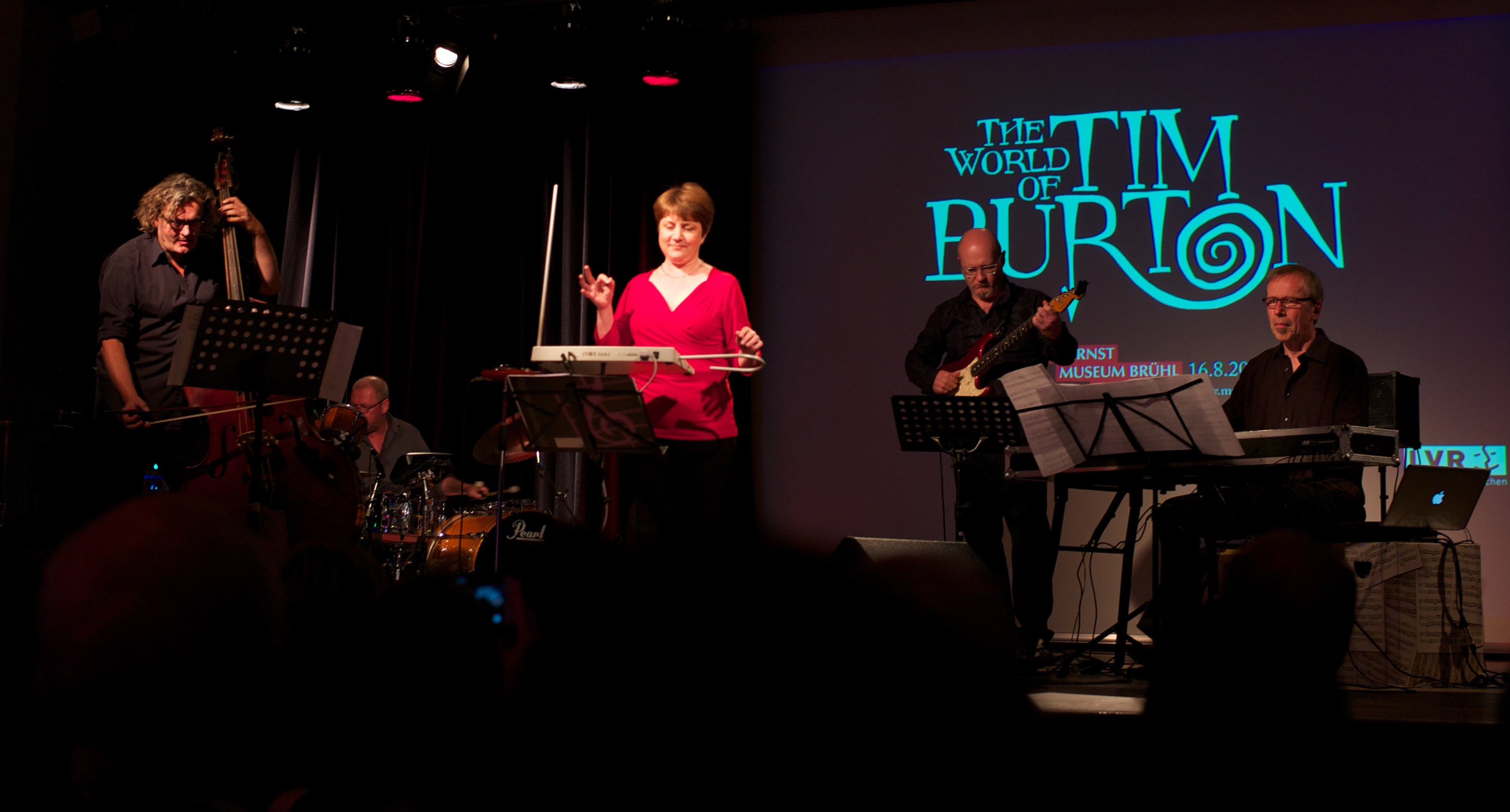
Lidija Kawina in Brühl, 2015

 Seit 1983 tritt sie weltweit auf, u. a. mit den Düsseldorfer Symphonikern, dem London Symphony Orchestra, dem BBC-Sinfonieorchester und dem Russischen Nationalorchester. Weiterhin spielte sie in zahlreichen Uraufführungen anderer Komponisten: den Tom-Waits-Musicals Alice 1992 am Thalia-Theater in Hamburg und Black Rider 1997 an der Halle Kalk in Köln. Weitere Auftritte waren 2001 die Oper Bählamms Fest von Olga Neuwirth und das Neumeier-Ballett Die kleine Meerjungfrau (Musik: Lera Auerbach).
Für den Film spielte sie u. a. die Filmmusiken zu Der Maschinist, Ed Wood und eXistenZ ein und hatte einen Filmauftritt in Ich und Kaminski.
Neben ihrer Konzerttätigkeit hält sie weltweit Workshops, Meisterklassen und Vorträge und hat zahlreiche Werke für das Theremin (in verschiedenen Besetzungen) komponiert.

## Diskografie
- Music from the Ether (Ersteinspielung von Werken für das Theremin von 1929–1999), Mode records, 1999
- Concerto per Theremin. Live in Italy, Teleura, 2000
- Olga Neuwirth: Bählamms Fest, Kairos Productions, 2003
- Touch! Don't Touch!, Werke für zwei Theremine und Ensemble, mit Barbara Buchholz, Wergo, 2006
- Spellbound!, Mode records, 2008

## Videos
- Mastering the Theremin, Big Briar, 1995
- Concerto per Theremin. Live in Italy, Teleura, 2001